# دادگاه آینزاتس‌گروپن
دادگاه آینزاتس‌گروپن (انگلیسی: Einsatzgruppen trial) نهمین دادگاه از دوازده دادگاه جنایت جنگی برگزارشده توسط نیروهای آمریکایی در نورنبرگ بود که پس از پایان جنگ جهانی دوم و در سال‌های ۱۹۴۷ و ۱۹۴۸ برگزار شد.این دادگاه برای محاکمه تعدادی از فرماندهان و افسران ارشد آینزاتس‌گروپن که در اروپای تحت‌اشغال آلمان نازی دست به کشتار می‌زدند برگزار شد.
در این دادگاه ۲۴ متهم حضور داشتند.برای ۱۴ نفر از آن‌ها حکم اعدام صادر شد که تنها ۴ مورد آن اجرا شد و باقی تقلیل یافت.تا سال ۱۹۵۸ تمامی زندانیان از دادگاه آزاد شده‌بودند.

## پرونده
آینزاتس‌گروپن جوخه‌های سیار کشتار اس‌اس بودند که در پشت خطوط جبهه شرق اروپا در جنگ جهانی دوم فعالیت می‌کردند. از سال ۱۹۴۱ تا ۱۹۴۳ آن‌ها بیش از یک میلیون یهودی و ده‌ها هزار پارتیزان، کولی، معلول، کمیسار سیاسی و مردمان اسلاو را کشتند. ۲۴ متهم این دادگاه از افسران آینزاتس‌گروپن بودند که با اتهامات مربوط به کشتار جمعی روبه‌رو بودند.
قاضی‌های دادگاه مایکل موسمانو از پنسیلوانیا، جان جی. اسپایت از آلاباما و ریچارد دی. دیکسون از کارولینای شمالی بودند. هم‌چنین بنجامین فرنز وکیل مجارستانی که در کودکی به همراه خانواده به آمریکا مهاجرت کرده بود نیز دادستان کل این دادگاه بود.
این دادگاه از ۲۹ سپتامبر ۱۹۴۷ تا ۱۰ آوریل ۱۹۴۸ به طول انجامید.

## اعلام جرم
1. جنایت علیه بشریت از طریق آزار و شکنجه در زمینه‌های سیاسی، نژادی و مذهبی، قتل، نابودی، زندانی کردن و دیگر اعمال غیرانسانی علیه شهروندان آلمان و دیگر کشورها، بر طبق یک برنامه سازمان‌یافته نسل‌کشی.
2. جنایات جنگی به دلایل مشابه، و ویرانی و انهدامی که از نظر نظامی غیرضروری و توجیه‌ناپذیرند.
3. عضویت در سازمان‌های تبهکار، اس‌اس، اس دی، یا گشتاپو که در دادگاه نورنبرگ از آن‌ها به عنوان سازمان‌های تبهکار از آن‌ها نام برده شده بود.

علیه تمامی متهمان در هر سه مورد اعلام جرم شد. تمامی متهمان خود را بی‌گناه خواندند. دادگاه در نهایت تمامی آن‌ها را در تمامی موارد متهم شناخت (به جز فلیکس رول و ماتیاس گراف که تنها در مورد سوم متهم شناخته شدند).

## متهمان

عکس متهمان
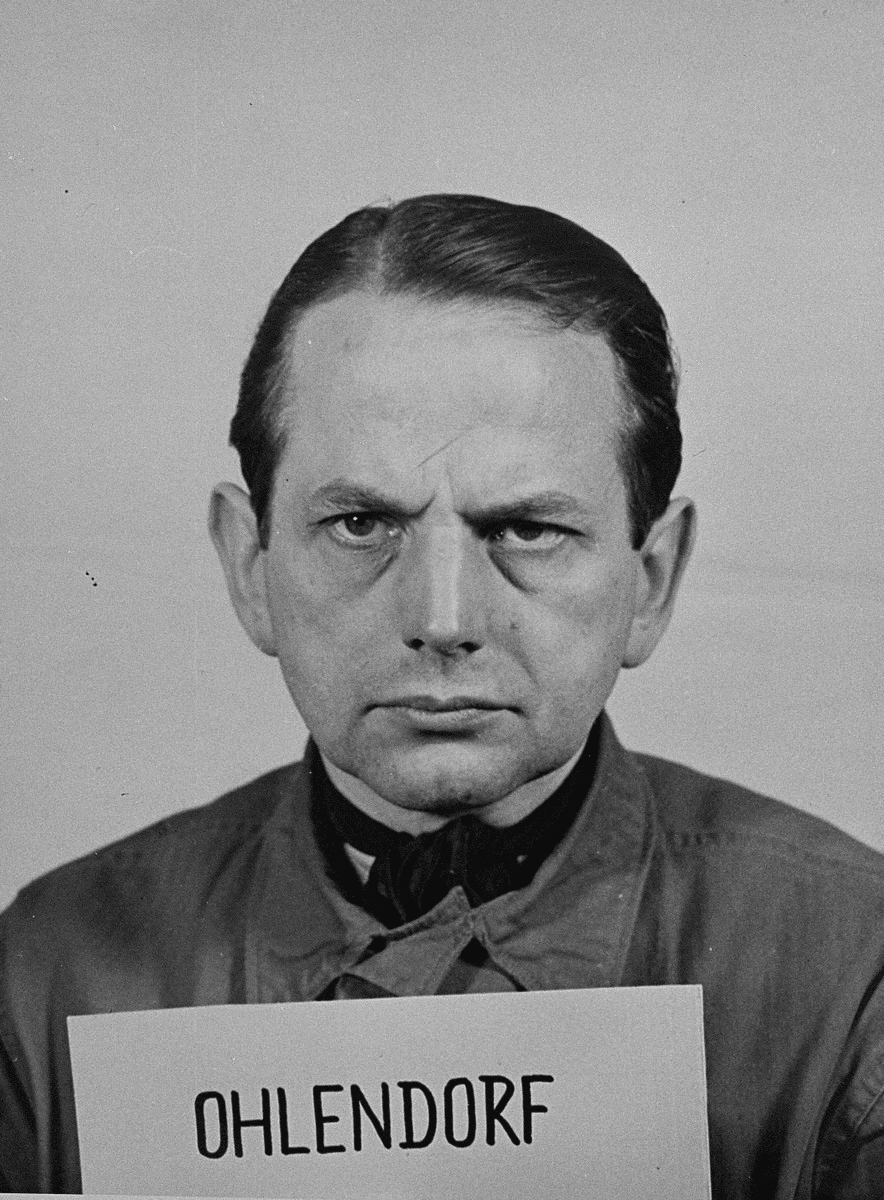
۱. اوتو اولندرف، اس‌اس گروپنفورر، عضو اس دی و فرمانده گروه D آینزاتس‌گروپن که به اعدام محکوم و در ۷ ژوئن ۱۹۵۱ به دار آویخته شد.
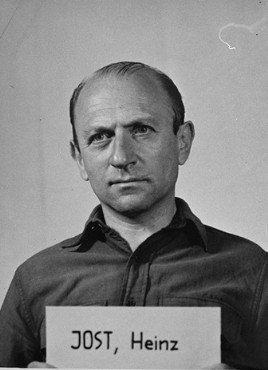
۲. هاینتس یوست، اس‌اس بریگادفورر، عضو اس دی و فرمانده گروه A آینزاتس‌گروپن که ابتدا به حبس ابد محکوم شد اما محکومیت او به ده سال کاهش یافت.
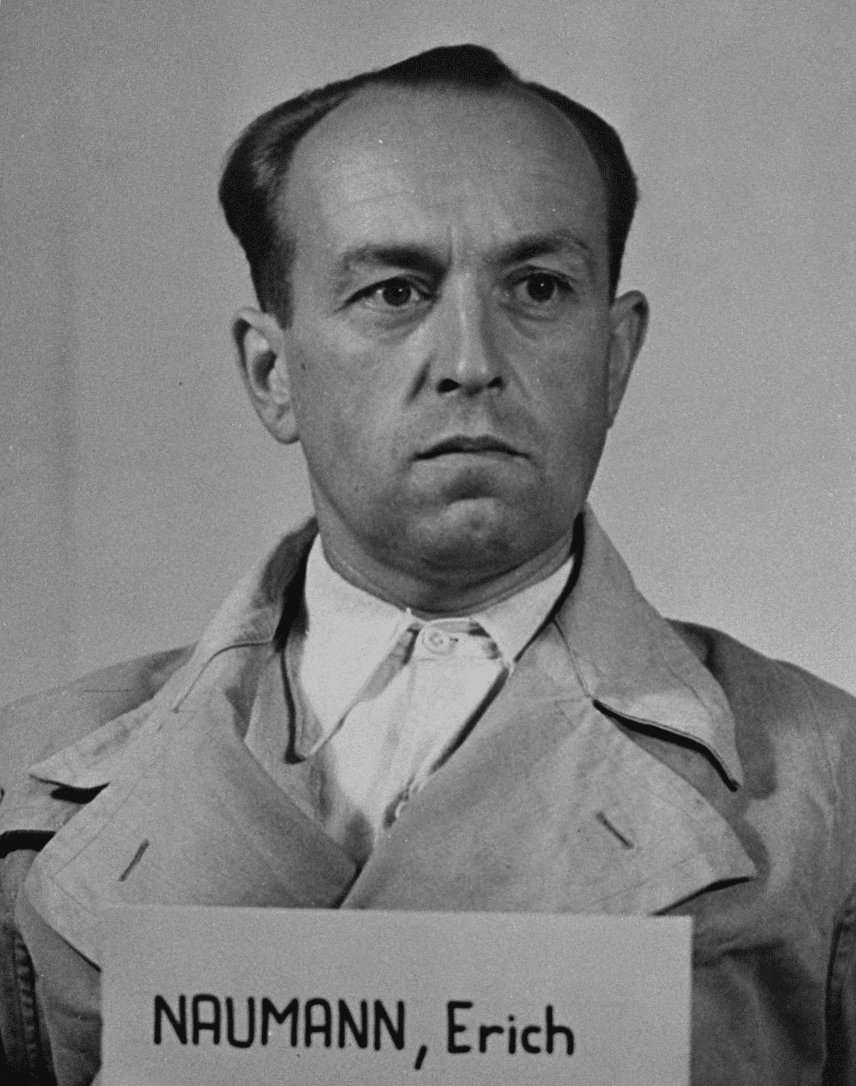
۳. اریش ناومان، اس‌اس بریگادفورر، عضو اس دی و فرمانده گروه A آینزاتس‌گروپن که به اعدام محکوم و در ۷ ژوئن ۱۹۵۱ به دار آویخته شد.
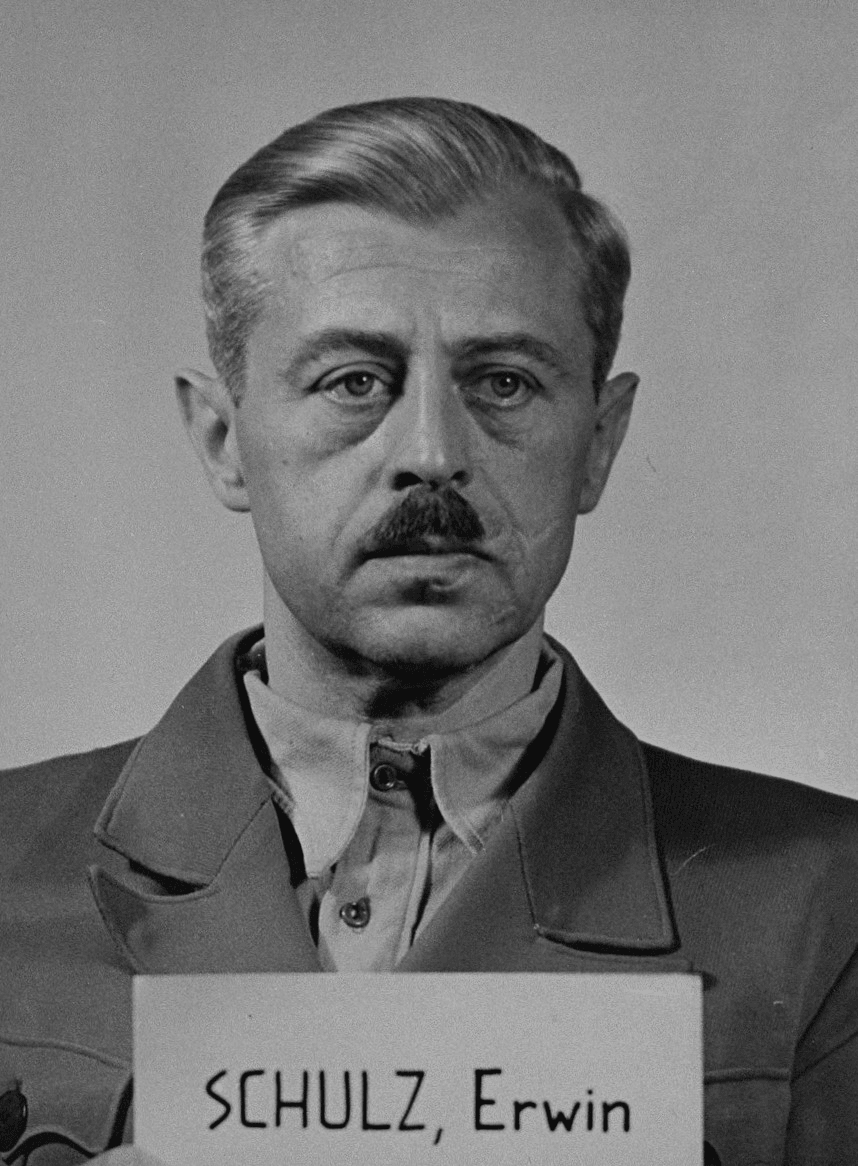
۴. اروین شولتز، اس‌اس بریگادفورر، عضو گشتاپو و فرمانده آینزاتس‌کماندو ۵ از گروه C آینزاتس‌گروپن که در ابتدا به ۲۰ سال زندان محکوم شد، اما محکومیتش به ۱۵ سال کاهش یافت و در نهایت پس از تحمل ۶ سال زندان آزاد شد.
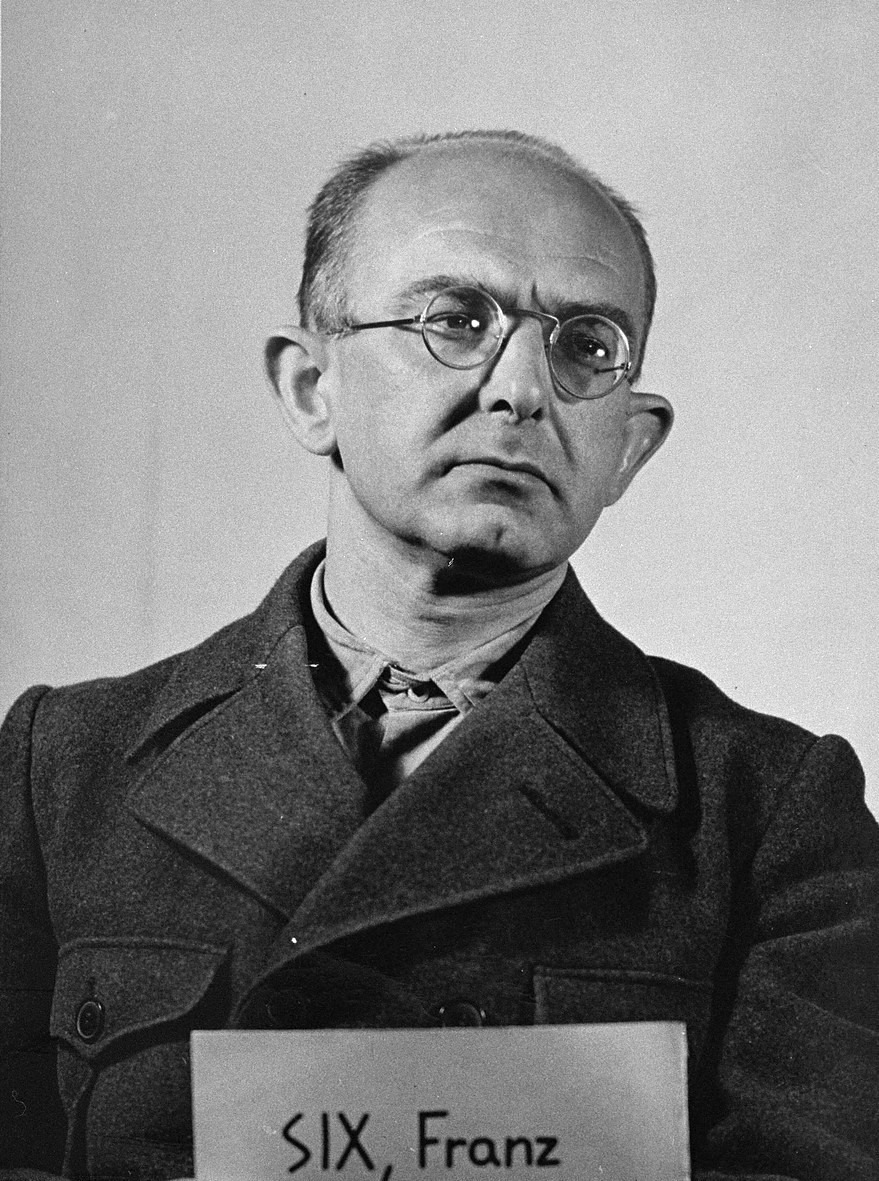
۵. فرانتس زیکس، اس‌اس بریگادفورر، عضو اس دی و فرمانده فورکماندو مسکو از گروه B آینزاتس‌گروپن که در ابتدا به ۲۰ سال زندان محکوم شد، اما محکومیتش به ۱۵ سال کاهش یافت و در نهایت پس از تحمل ۴ سال زندان آزاد شد.
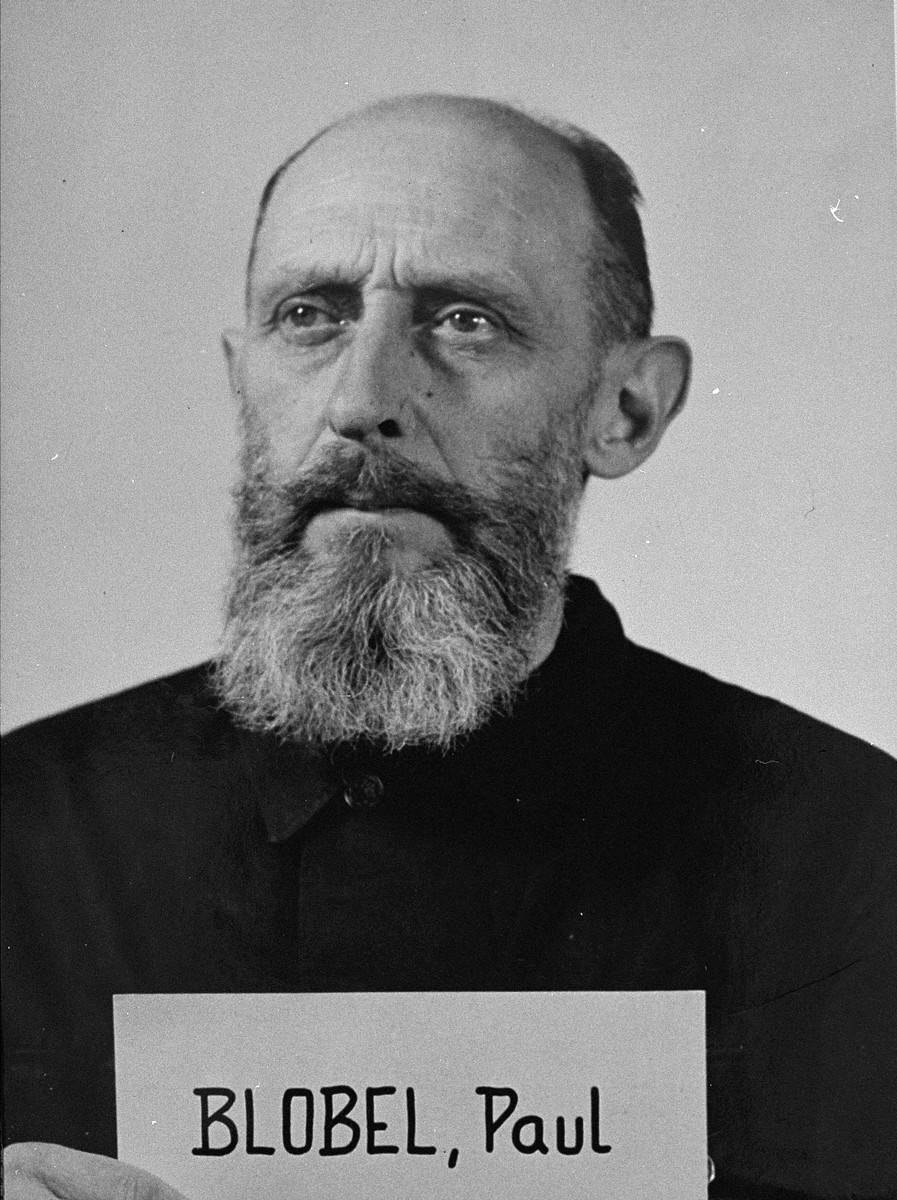
۶. پاول بلوبل، اس‌اس اشتاندارتنفورر، عضو اس دی و فرمانده زوندرکماندو 4a از گروه C آینزاتس‌گروپن که به اعدام محکوم و در ۷ ژوئن ۱۹۵۱ به دار آویخته شد.
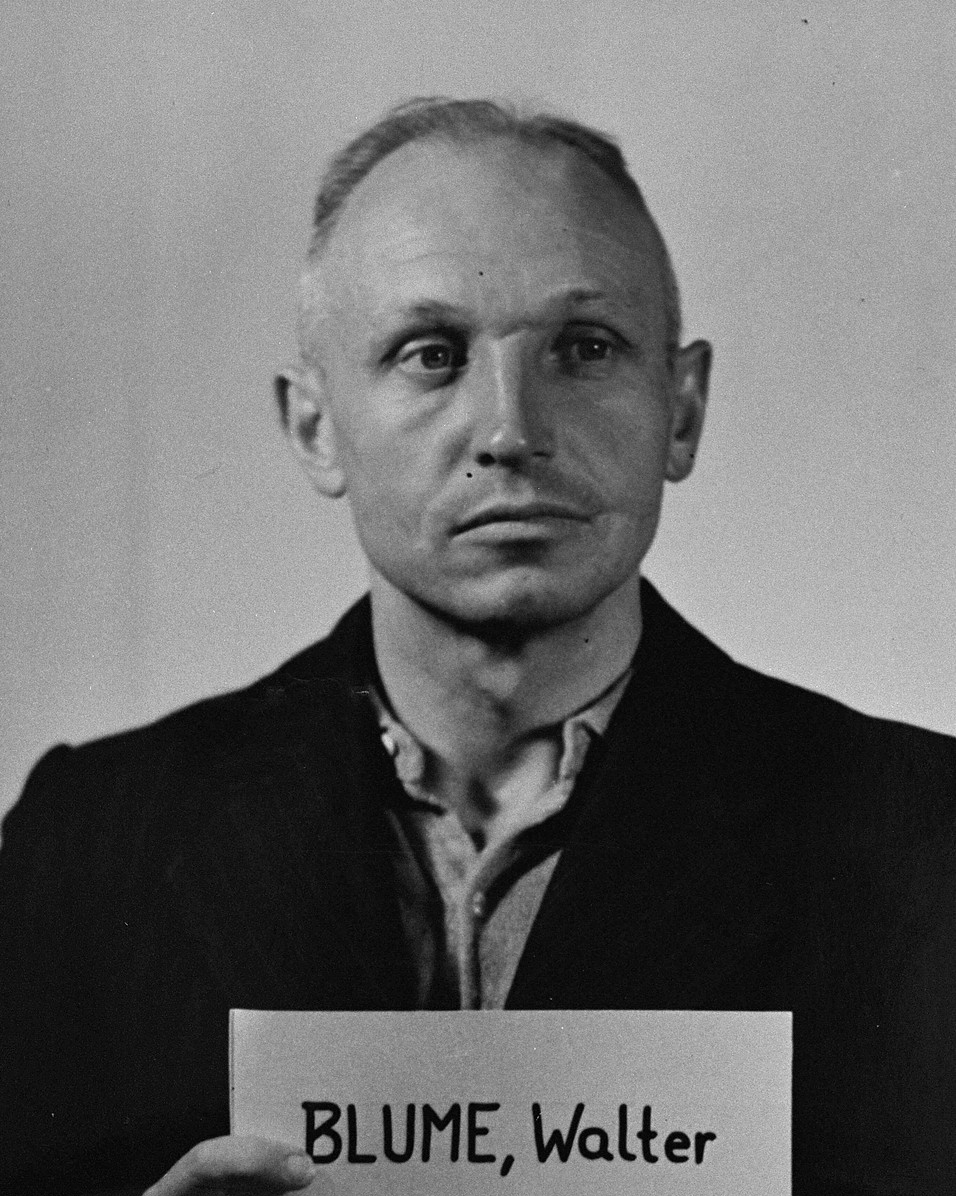
۷. والتر بلومه، اس‌اس اشتاندارتنفورر، عضو اس دی و گشتاپو، فرمانده زوندرکماندو 7a از گروه B آینزاتس‌گروپن که در ابتدا به اعدام محکوم شد اما محکومیتش به ۲۵ سال کاهش یافت و در نهایت پس از تحمل ۸ سال زندان آزاد شد.
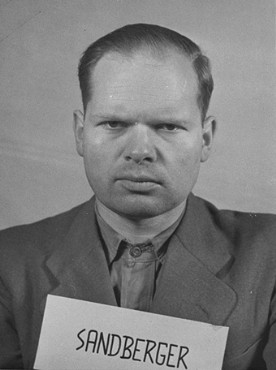
۸. مارتین زاندبرگر، اس‌اس اشتاندارتنفورر، عضو اس دی و فرمانده زوندرکماندو 1a از گروه A آینزاتس‌گروپن که در ابتدا به اعدام محکوم شد، اما محکومیتش به حبس ابد کاهش یافت و در نهایت پس از تحمل ۱۰ سال زندان آزاد شد.
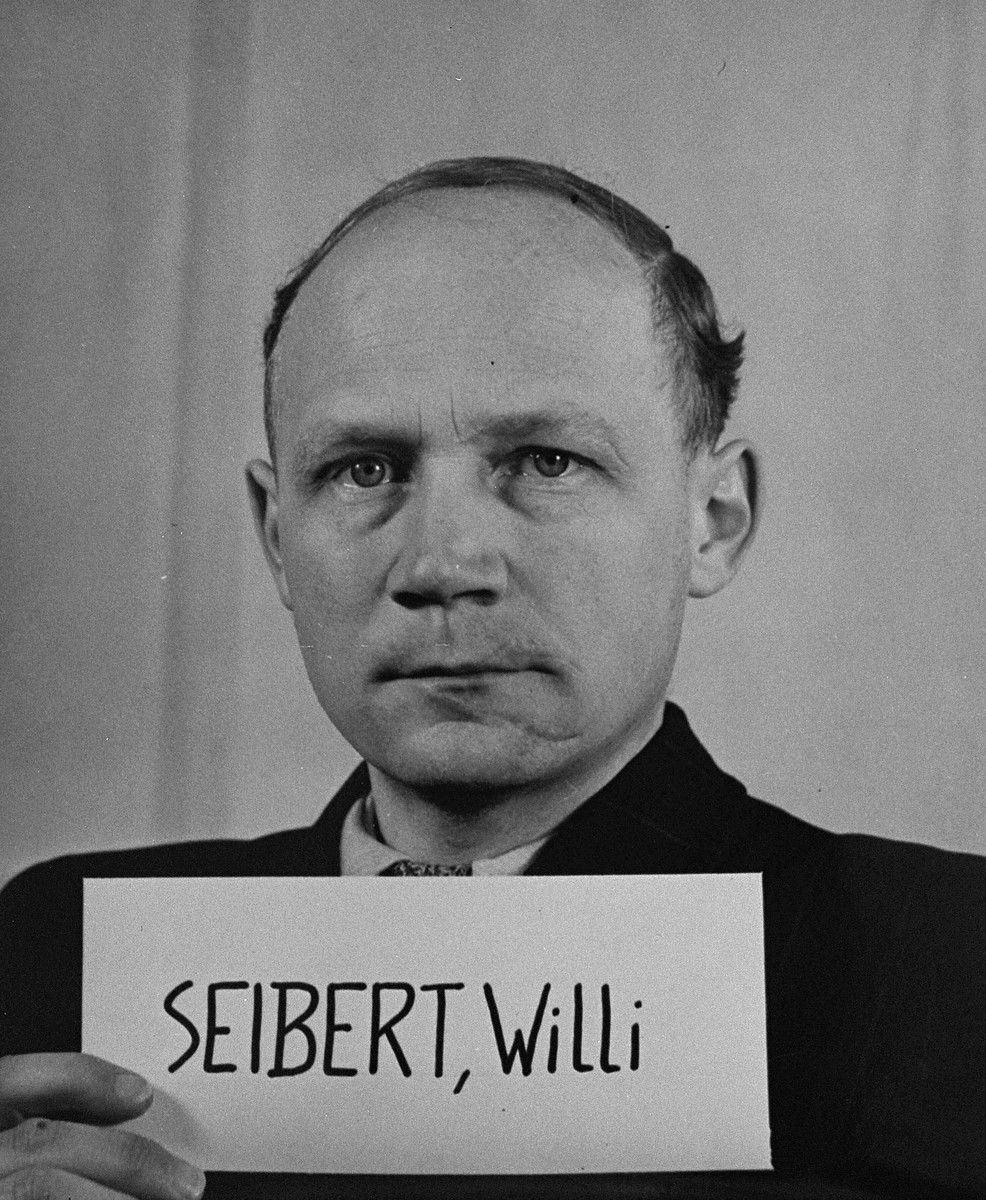
۹. ویلی زایبرت، اس‌اس اشتاندارتنفورر، عضو اس دی و معاون فرمانده گروه D آینزاتس‌گروپن که ابتدا به اعدام محکوم شد اما محکومیت او به پانزده سال کاهش یافت.
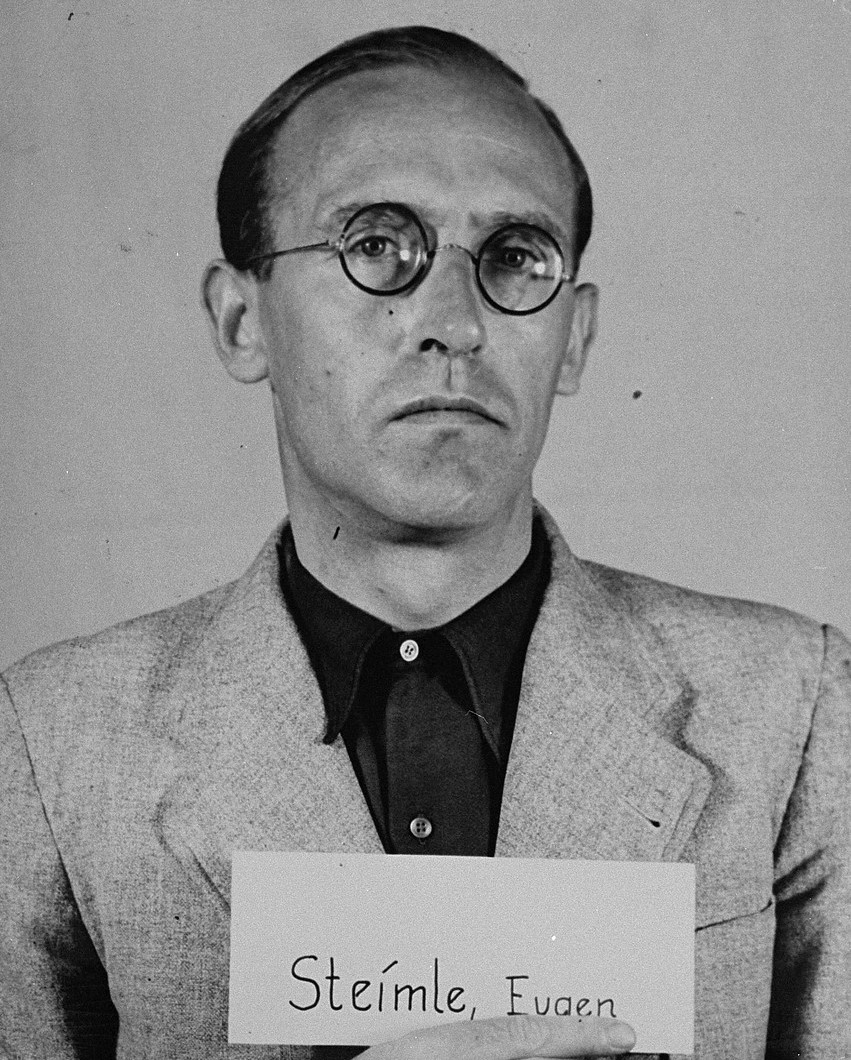
۱۰. اویگن اشتایمله، اس‌اس اشتاندارتنفورر، عضو اس دی و فرمانده زوندرکماندو 7a از گروه B آینزاتس‌گروپن و فرمانده زوندرکماندو 4a از گروه C آینزاتس‌گروپن که در ابتدا به اعدام محکوم شد اما محکومیتش به ۲۰ سال کاهش یافت و در نهایت پس از تحمل ۷ سال زندان آزاد شد.
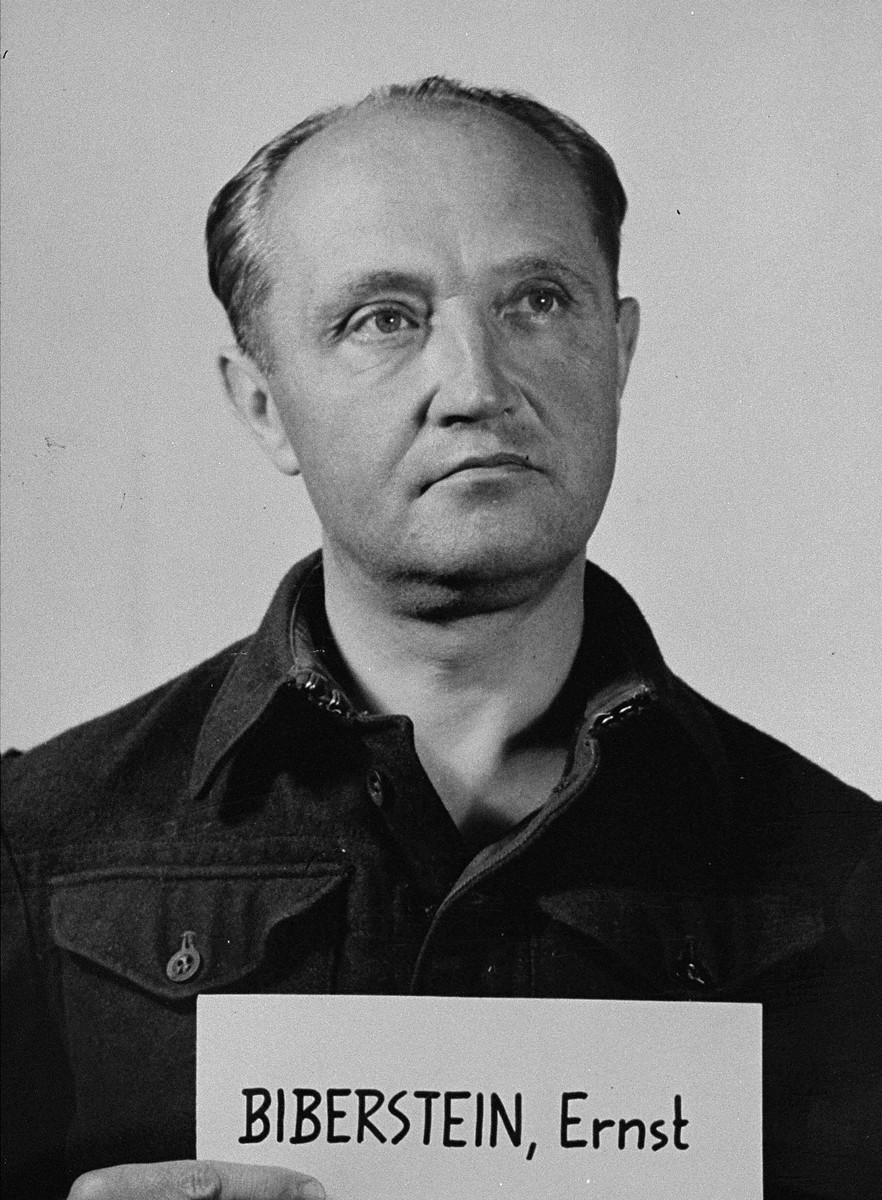
۱۱. ارنست بیبرشتاین، اس‌اس اوبراشتورمبانفورر، عضو اس دی و فرمانده آینزاتس‌کماندو ۶ از گروه C آینزاتس‌گروپن که در ابتدا به اعدام محکوم شد، اما محکومیتش به حبس ابد کاهش یافت و در نهایت پس از تحمل ۱۱ سال زندان آزاد شد.
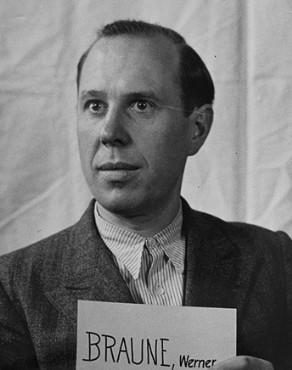
۱۲. ورنر براونه، اس‌اس اوبراشتورمبانفورر، عضو اس دی و گشتاپو و فرمانده زوندرکماندو 11a از گروه D آینزاتس‌گروپن که به اعدام محکوم و در ۷ ژوئن ۱۹۵۱ به دار آویخته شد.
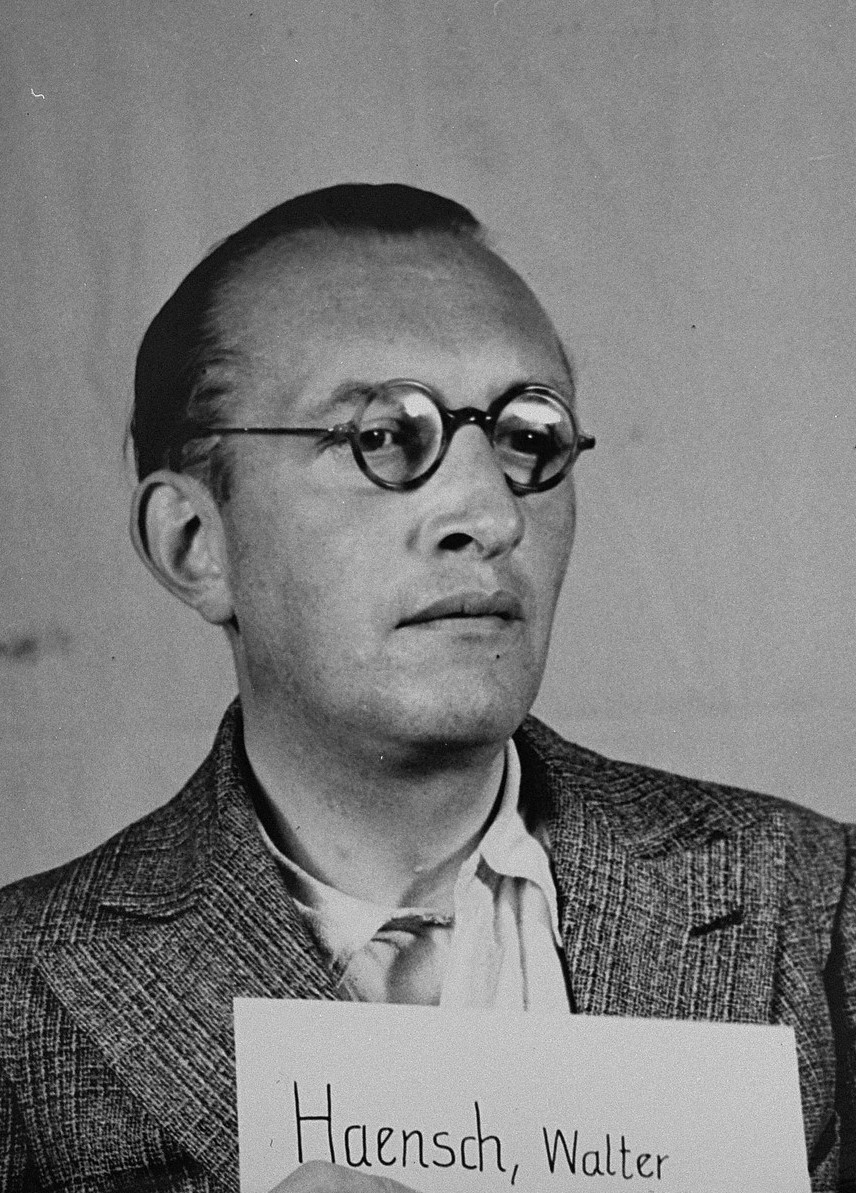
۱۳. والتر هنش، اس‌اس اوبراشتورمبانفورر، عضو اس دی و فرمانده زوندرکماندو 4b از گروه C آینزاتس‌گروپن که در ابتدا به اعدام محکوم شد اما محکومیتش به ۱۵ سال کاهش یافت.
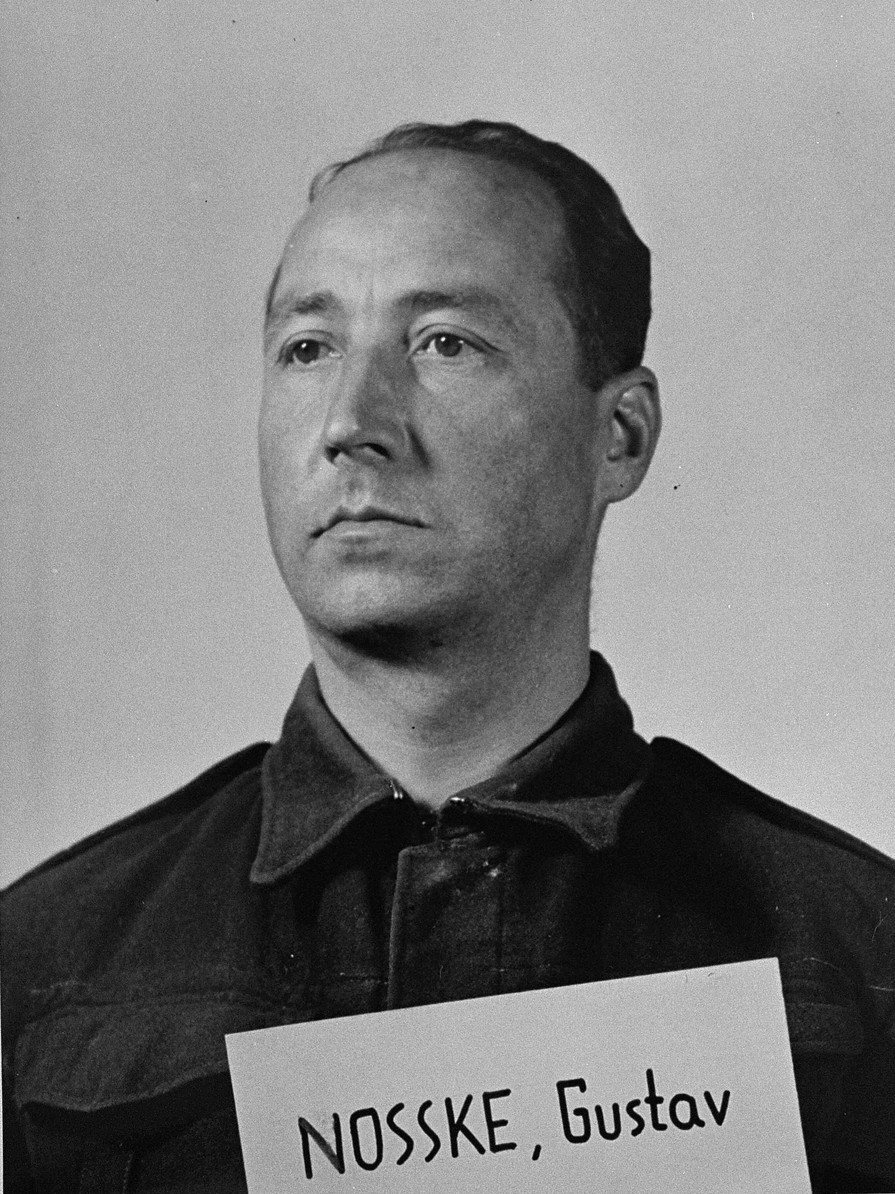
۱۴. گوستاو نوسکه، اس‌اس اوبراشتورمبانفورر، عضو گشتاپو و فرمانده آینزاتس‌کماندو ۱۲ از گروه D آینزاتس‌گروپن که در ابتدا به حبس ابد محکوم شد اما محکومیتش به ۱۰ سال کاهش یافت.
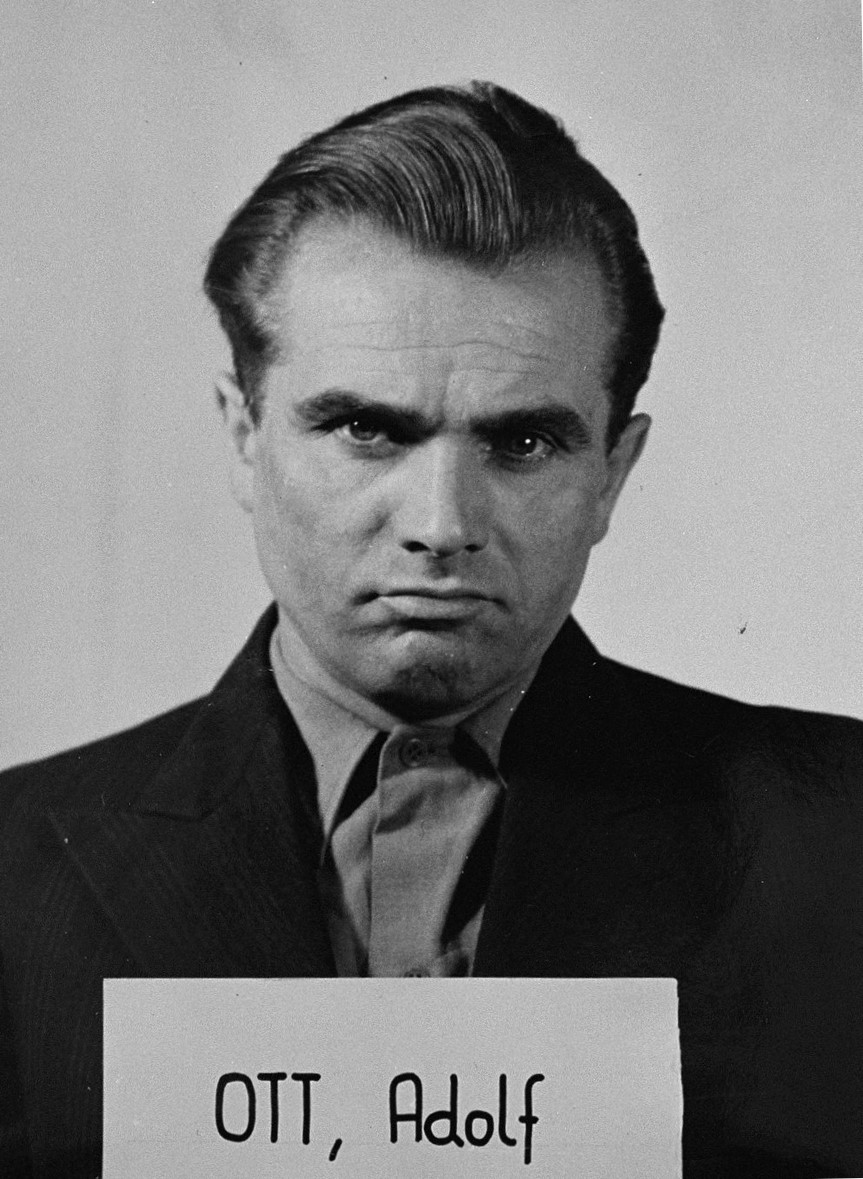
۱۵. آدولف اوت، اس‌اس اوبراشتورمبانفورر، عضو اس دی و فرمانده زوندرکماندو 7b از گروه B آینزاتس‌گروپن که در ابتدا به اعدام محکوم شد اما محکومیتش به حبس ابد کاهش یافت و در نهایت پس از تحمل ۱۱ سال زندان آزاد شد.
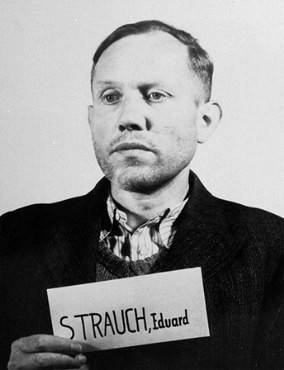
۱۶. ادوارد اشتراوخ، اس‌اس اوبراشتورمبانفورر، عضو اس دی و فرمانده آینزاتس‌کماندو ۲ از گروه A آینزاتس‌گروپن که به اعدام محکوم شد اما پیش از اجرای حکم درگذشت.
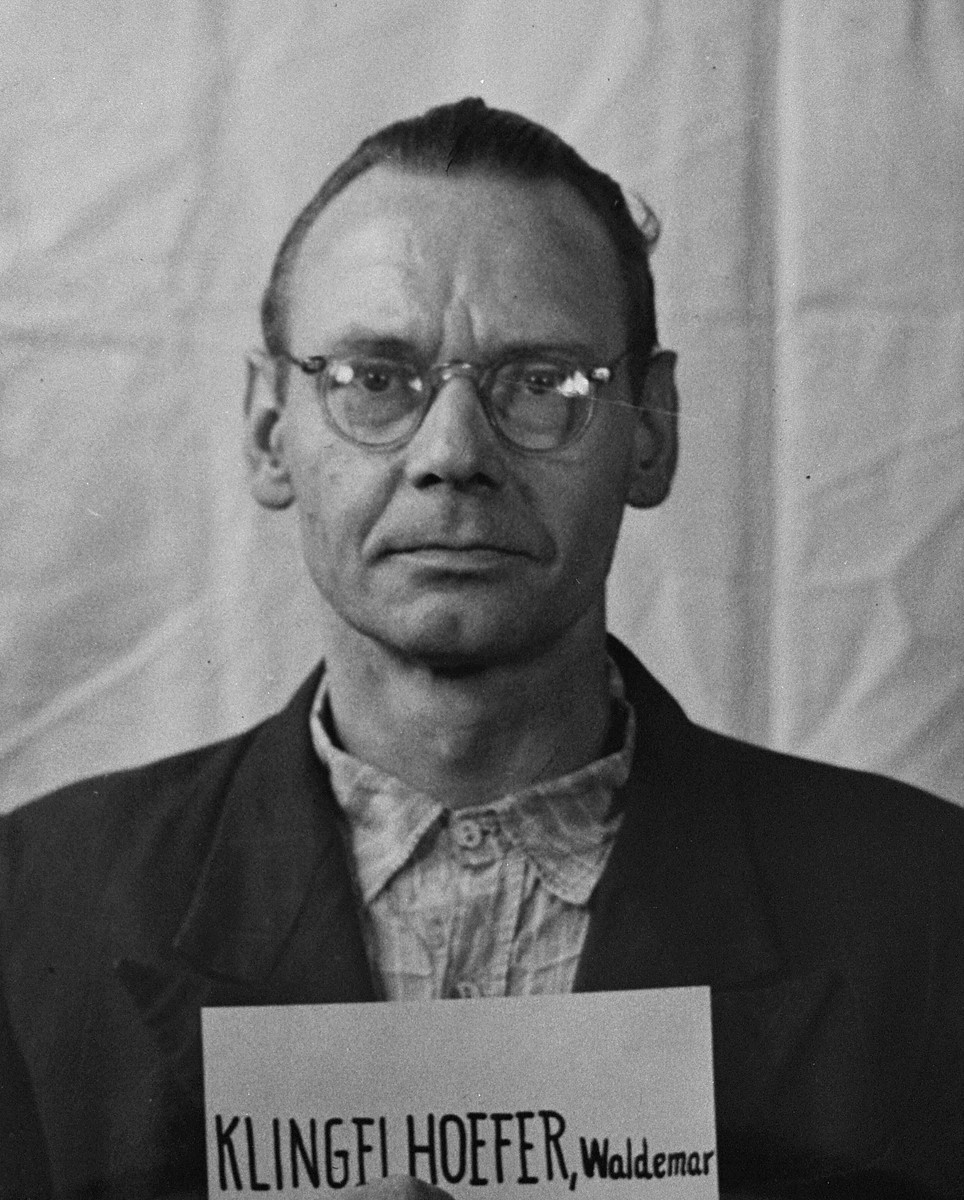
۱۷. والدمار کلینگلهوفر، اس‌اس اشتورمبانفورر، عضو اس دی و افسر در زوندرکماندو 7b از گروه B آینزاتس‌گروپن که در ابتدا به اعدام محکوم شد اما محکومیتش به حبس ابد کاهش یافت و در نهایت پس از تحمل ۹ سال زندان آزاد شد.
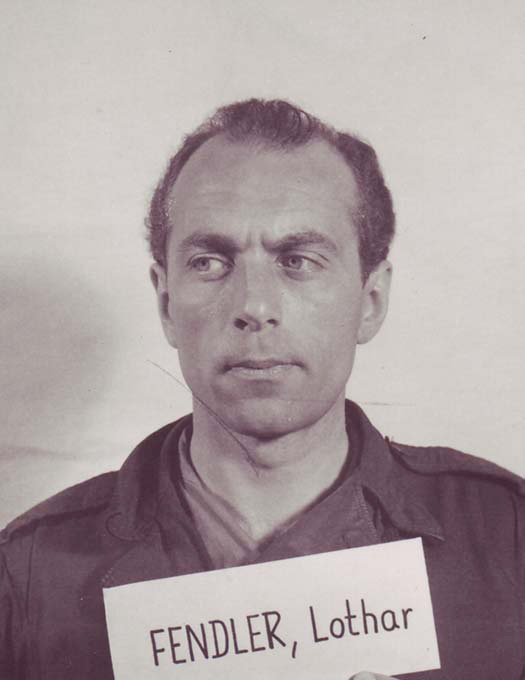
۱۸. لوتهار فندلر، اس‌اس اشتورمبانفورر، عضو اس دی و معاون فرمانده زوندرکماندو 4b از گروه C آینزاتس‌گروپن که در ابتدا به ده سال زندان محکوم شد اما محکومیتش به ۸ سال کاهش یافت.
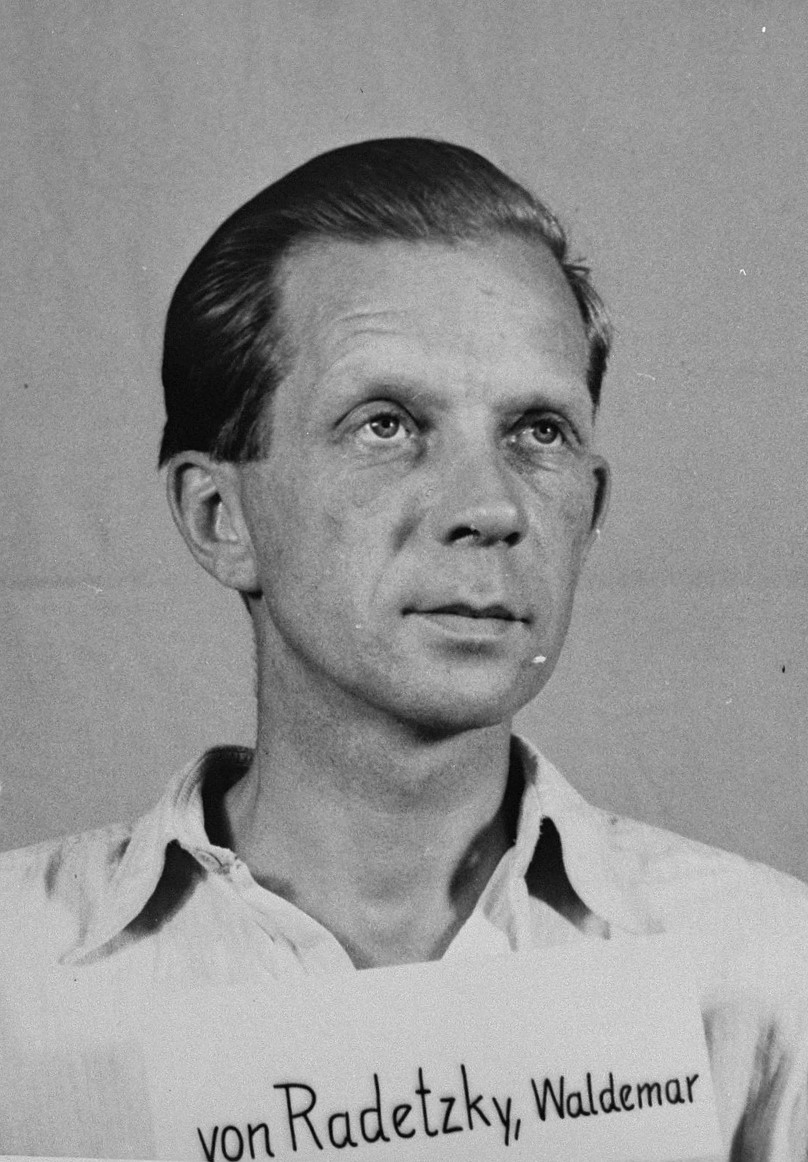
۱۹. والدمار فون رودتسکی، اس‌اس اشتورمبانفورر، عضو اس دی و معاون فرمانده زوندرکماندو 4a از گروه C آینزاتس‌گروپن که در ابتدا به بیست سال زندان محکوم شد اما در نهایت آزاد شد.
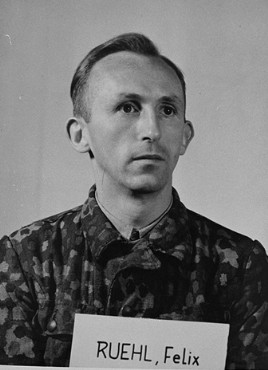
۲۰. فلیکس رول، اس‌اس هاوپت‌اشتورمفورر، عضو گشتاپو و افسر در زوندرکماندو 10b از از گروه D آینزاتس‌گروپن که در ابتدا به ده سال زندان محکوم شد اما در نهایت آزاد شد.
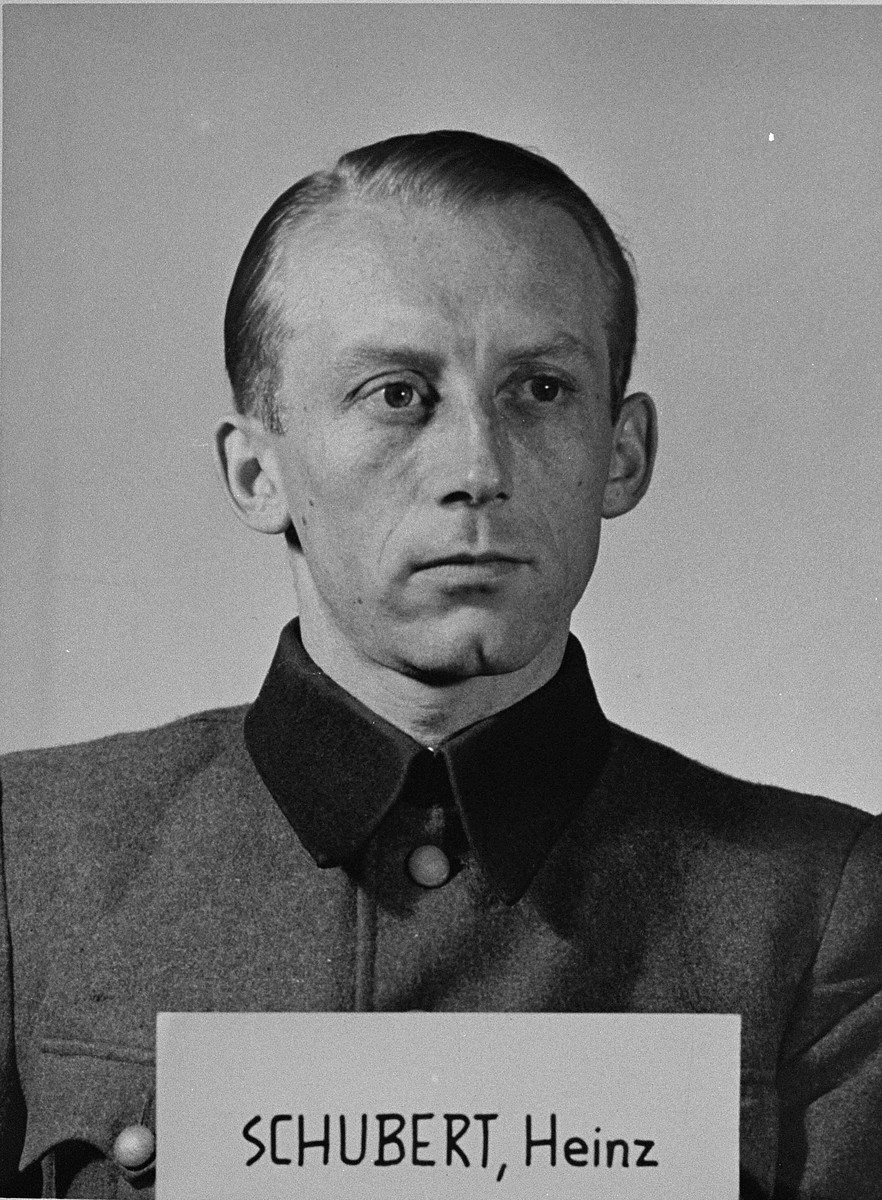
۲۱. هاینتس شوبرت، اس‌اس اوبراشتورمفورر، عضو اس دی و افسر در گروه D آینزاتس‌گروپن که در ابتدا به اعدام محکوم شد اما محکومیتش به ده سال کاهش یافت.
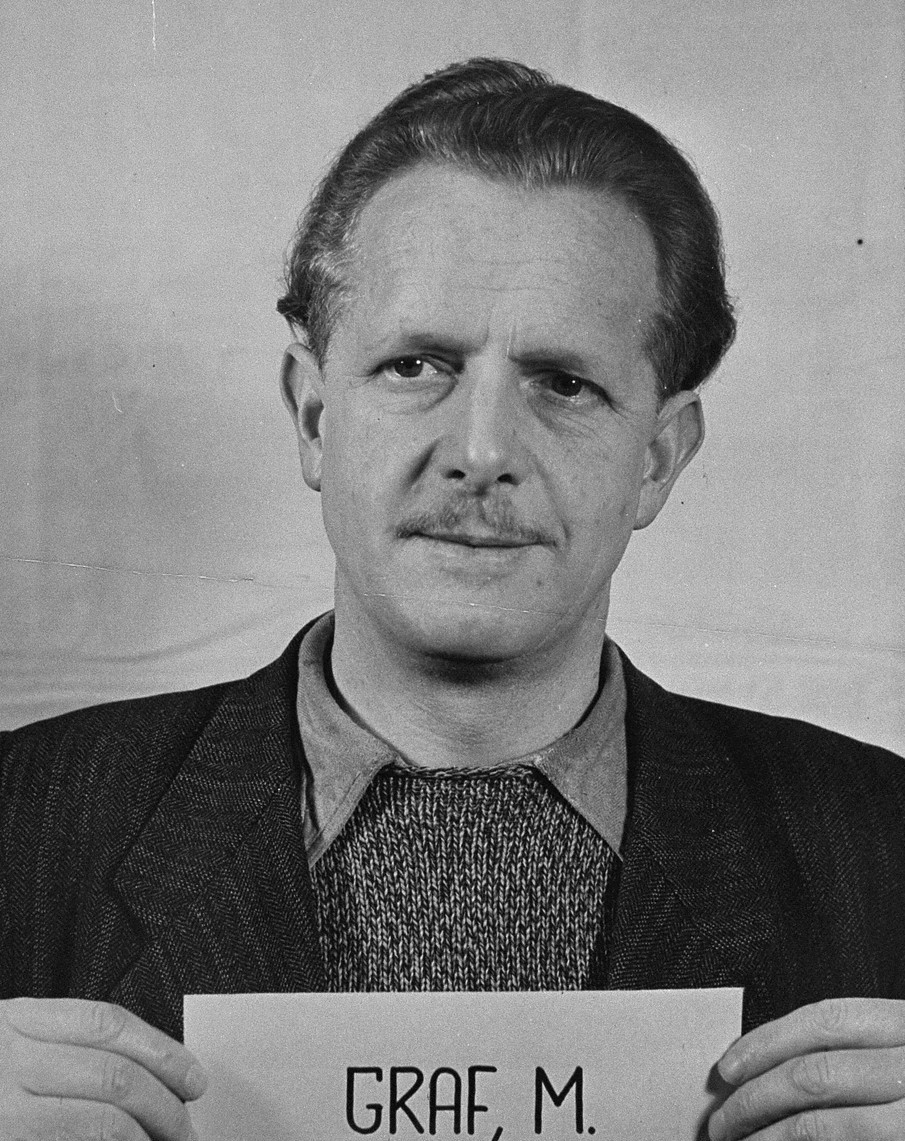
۲۲. ماتیاس گراف، اس‌اس اونتراشتورمفورر، عضو اس دی و افسر در آینزاتس‌کماندو ۶ از گروه D آینزاتس‌گروپن
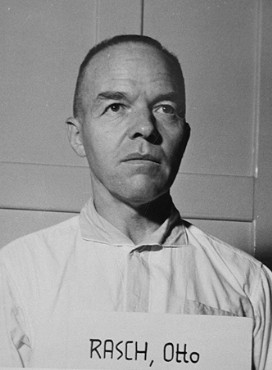
۲۳. اتو راش، اس‌اس بریگادفورر، عضو اس دی و گشتاپو و فرمانده گروه C آینزاتس‌گروپن که به دلیل بیماری از دادگاه کنار گذاشته شد و در زندان درگذشت.
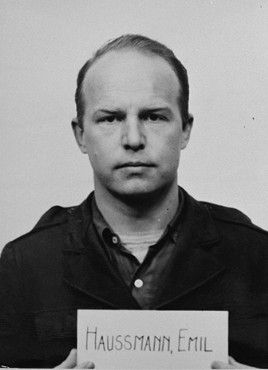
۲۴. امیل هاوسمان، اس‌اس اشتورمبانفورر، عضو اس دی و افسر در آینزاتس‌کماندو ۱۲ از گروه D آینزاتس‌گروپن که پیش از تنطیم کیفرخواست خودکشی کرد.